# U-94 (1940)
U-94 – niemiecki okręt podwodny (U-Boot) typu VII C z okresu II wojny światowej. Okręt wszedł do służby w 1940 roku. Kolejnymi dowódcami byli: Kptlt. Herbert Kuppisch, Oblt. Otto Ites. 

## Historia
Wcielony do 7. Flotylli U-Bootów w  Kilonii celem szkolenia załogi, od listopada 1940 roku tamże jako jednostka bojowa (Saint-Nazaire).
Odbył 10 patroli bojowych, spędzając na morzu 368 dni. Zatopił 26 statków o łącznej pojemności 141 852 BRT i uszkodził jeden (8022 BRT).
W nocy z 27 na 28 sierpnia 1942 roku na Morzu Karaibskim na wschód od Jamajki U-94 został wykryty przez radar amerykańskiej łodzi latającej Catalina. Zrzucone przez nią bomby głębinowe uszkodziły okręt, uniemożliwiając zanurzenie. Przybyła na miejsce kanadyjska korweta z eskorty konwoju – HMCS „Oakville” staranowała okręt. Zginęło 19 członków załogi U-Boota, 26 uratowano.